# نیکولای گورلف
نیکولای ماتویویچ گورلف (روسی: Никола́й Матве́евич Го́рлов؛ ۱۶ دسامبر ۱۹۰۸ – ۶ نوامبر ۱۹۸۹) بازیگر تئاتر، سینما اهل روسیه بود.
او در ۱۶ دسامبر ۱۹۰۸ در خانواده‌ای پرجمعیت با پنج فرزند به دنیا آمد. پس از پایان دبیرستان در سال ۱۹۲۸، به عنوان شاگرد در شرکت «مولوکوسیوز» (اتحادیه لبنیات) مشغول به کار شد. سال بعد، به گروه تئاتر جوانان کارگر مسکو (ت.ر.ا. م) پیوست.
در سال ۱۹۳۵ از هنرستان تئاتر وابسته به تئاتر هنری مسکو به نام ماکسیم گورکی فارغ‌التحصیل شد. از سال ۱۹۲۹ تا ۱۹۳۹ در تئاتر جوانان کارگر بازی کرد و سپس به‌عنوان بازیگر با استودیوی «سویوزدت‌فیلم»، استودیوی فیلم‌سازی تفلیس و تئاتر-استودیوی بازیگران سینما همکاری داشت. در آن‌جا در نمایش‌هایی همچون «دروازه‌های براندنبورگ»، «آنجلو»، «معجزه‌ای معمولی» و «مجوز» ایفای نقش کرد. از سال ۱۹۵۸، به‌طور رسمی در استخدام استودیوی موس‌فیلم و استودیوی فیلم به نام ماکسیم گورکی بود.
او استاد بازی در نقش‌های فرعی بود؛ بازیگری کمیک و برجسته که شخصیت‌های بامزه و مردمی را به تصویر می‌کشید.
از فیلم‌ها یا مجموعه‌های تلویزیونی که وی در آن‌ها نقش داشته است می‌توان به ابله، سرنوشت و چند روز از زندگی ابلوموف اشاره نمود.
وی بابت هنرنمایی‌هایش، برندهٔ جایزهٔ «هنرمند شایسته جمهوری شوروی فدراتیو سوسیالیستی روسیه» شد.